# Markthalle (Meymac)

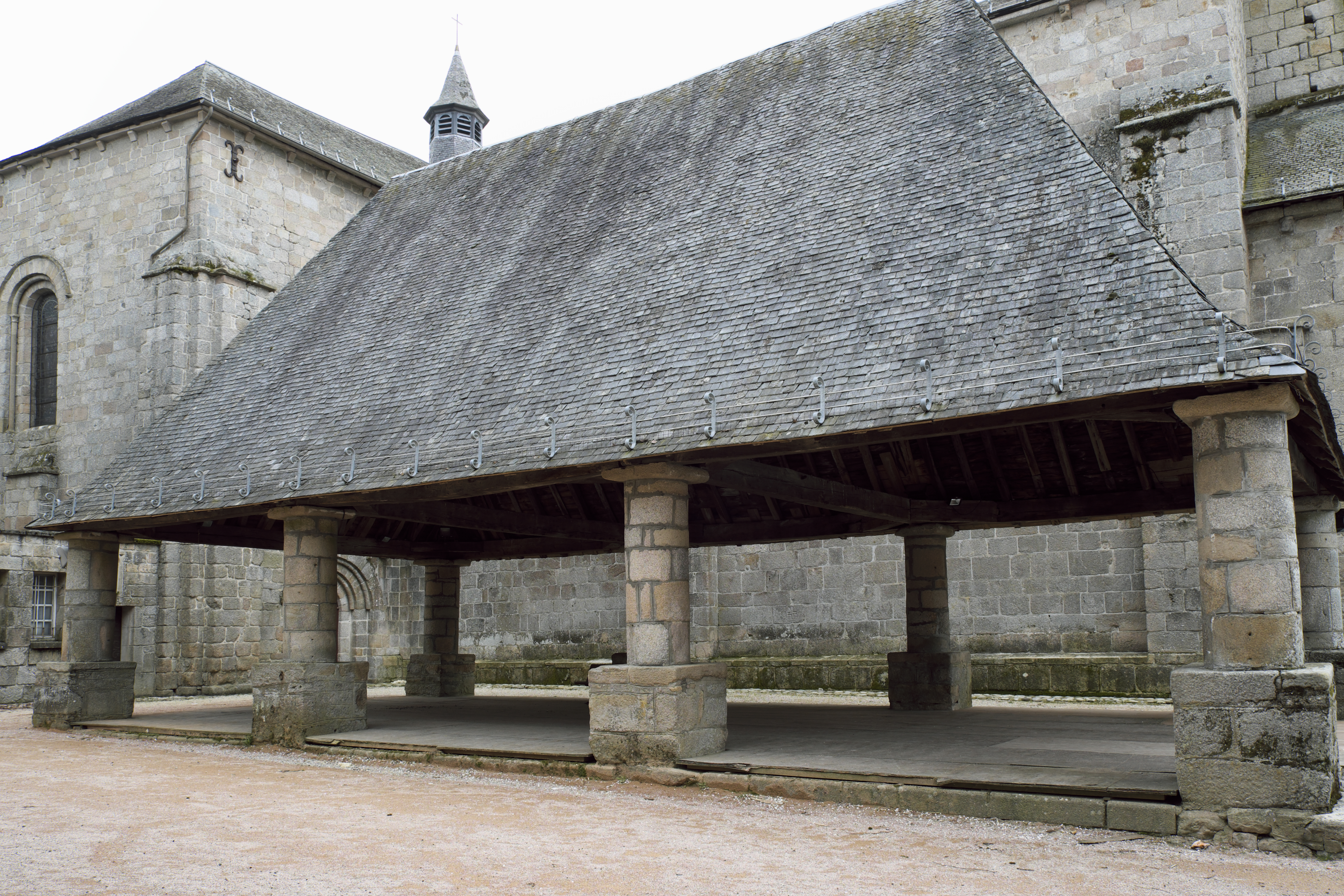
Markthalle in Meymac

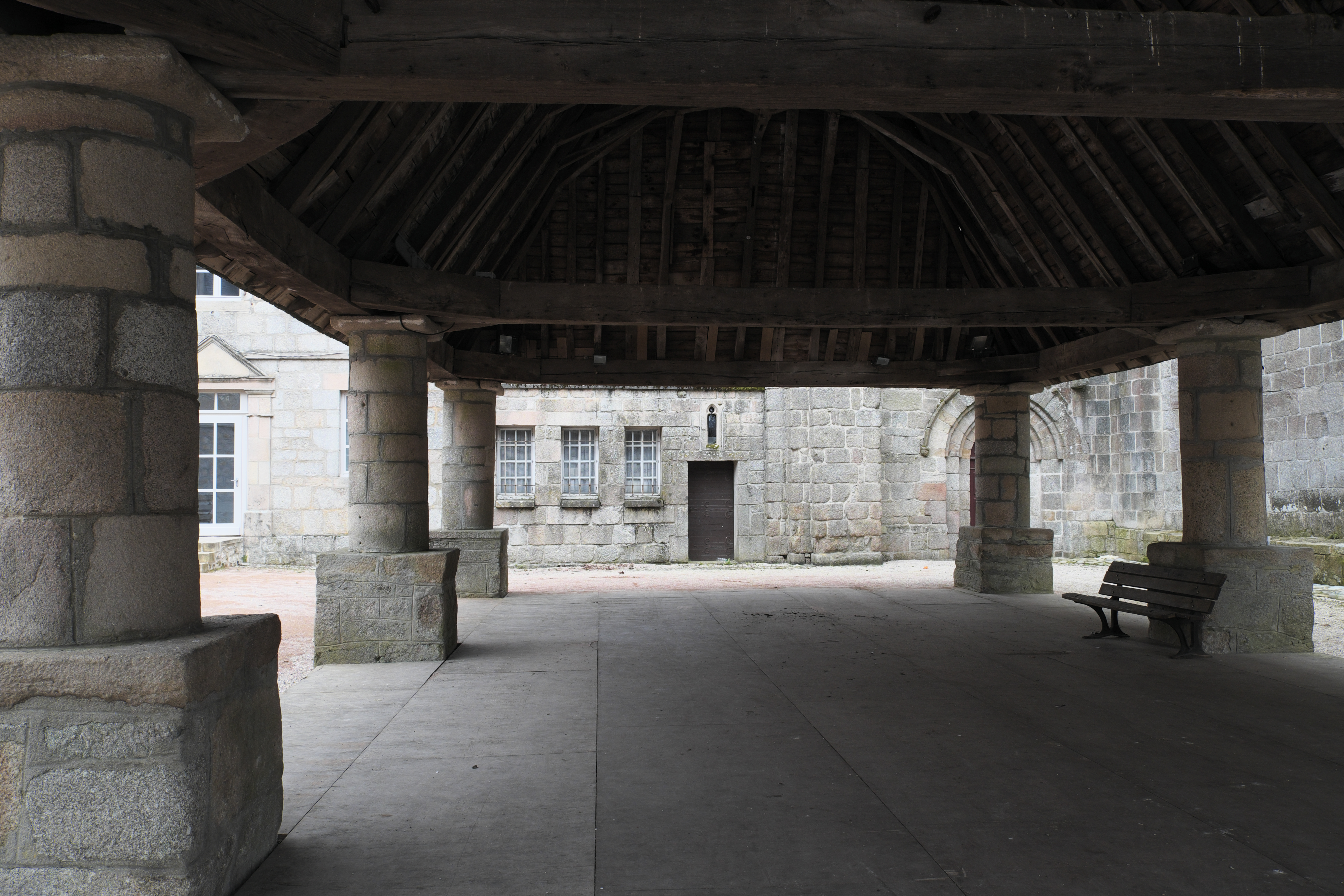
Markthalle in Meymac

Die Markthalle in Meymac, einer Gemeinde im Département Corrèze in der früheren französischen Region Limousin, heute Nouvelle-Aquitaine, wurde 1597 errichtet und 1889 restauriert. Sie steht im Zentrum des Ortes neben der ehemaligen Abteikirche Saint-André-Saint-Léger. Im Jahr 1987 wurde die Markthalle als Monument historique in die Liste der Baudenkmäler in Frankreich aufgenommen.

## Beschreibung
Das Dach in Form eines umgekehrten Schiffsrumpfes ruht auf langen Holzbalken, die auf quadratischen Steinplatten aufliegen. Diese werden von acht gemauerten, zylindrischen Säulen getragen, die auf würfelartigen, ebenfalls aus großen Steinen gemauerten Sockeln stehen. Ursprünglich war das Dach mit Kastanienschindeln gedeckt, die 1880 durch Schiefer ersetzt wurden.